# Wikipedia in min nan
La Wikipedia in min-nan (Wikipedia Bân-lâm-gú) è l'edizione ufficiale di Wikipedia nella lingua min nan.

## Statistiche
La Wikipedia in min nan ha 433 626 voci, 1 072 359 pagine, 66 740 utenti registrati di cui 87 attivi, 4 amministratori e una "profondità" (depth) di 7  (al 21 marzo 2025).
È la 34ª Wikipedia per numero di voci ma, come "profondità", è la 66ª fra quelle con più di 100.000 voci (al 14 ottobre 2024).

## Cronologia
- 30 giugno 2005 — supera le 1000 voci
- 4 novembre 2012 — supera le 10.000 voci
- 10 ottobre 2015 — supera le 50.000 voci ed è la 74ª Wikipedia per numero di voci
- 20 dicembre 2015 — supera le 100.000 voci ed è la 56ª Wikipedia per numero di voci
- 17 giugno 2016 — supera le 150.000 voci ed è la 43ª Wikipedia per numero di voci
- 22 settembre 2016 — supera le 200.000 voci ed è la 39ª Wikipedia per numero di voci
- 10 marzo 2020 — supera le 300.000 voci ed è la 32ª Wikipedia per numero di voci
- 14 aprile 2020 — supera le 400.000 voci ed è la 29ª Wikipedia per numero di voci